# Mindre skogsglanssnäcka
Mindre skogsglanssnäcka (Aegopinella pura) är en snäckart som först beskrevs av Joshua Alder 1830.  Mindre skogsglanssnäcka ingår i släktet Aegopinella, och familjen glanssnäckor. Enligt den finländska rödlistan är arten nära hotad i Finland. Arten är reproducerande i Sverige. Artens livsmiljö är friska och torra lundar.